# Burzenin (gmina)
Burzenin (do 1953 gmina Majaczewice) – gmina wiejska w województwie łódzkim, w powiecie sieradzkim. W latach 1975–1998 gmina położona była w województwie sieradzkim.
Siedziba gminy to Burzenin.
Według danych z 30 czerwca 2004 gminę zamieszkiwało 5714 osób.

## Struktura powierzchni
Według danych z roku 2002 gmina Burzenin ma obszar 118,96 km², w tym:
- użytki rolne: 71%
- użytki leśne: 23%

Gmina stanowi 7,98% powierzchni powiatu.

## Demografia

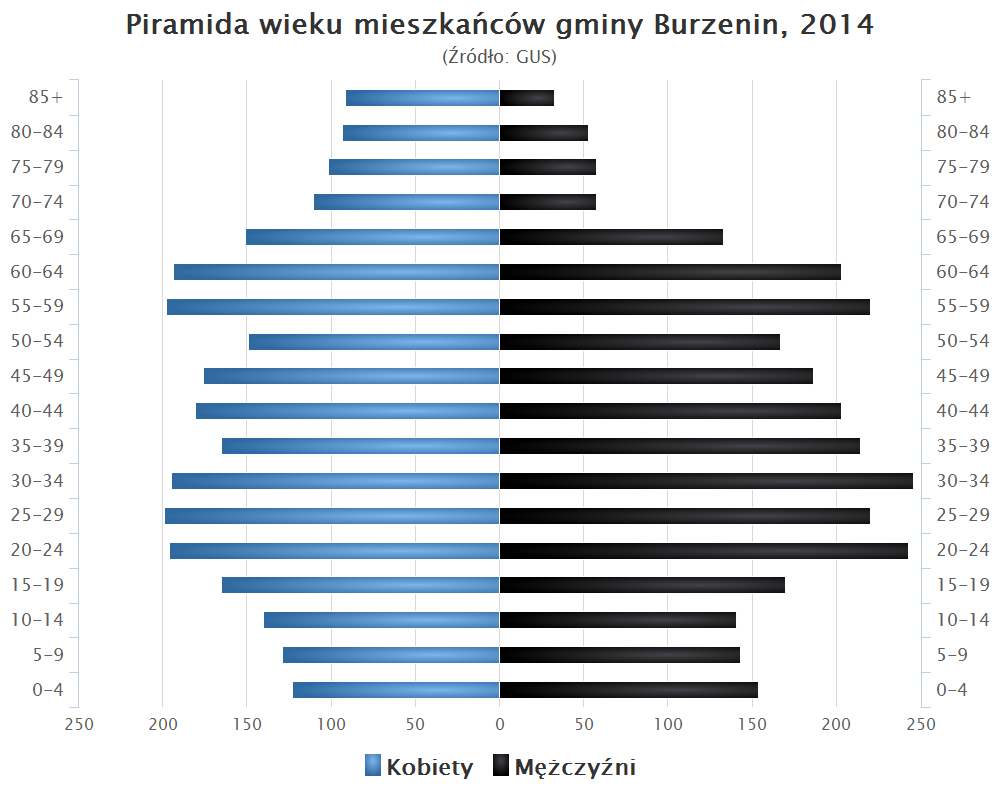
Piramida wieku mieszkańców gminy Burzenin w 2014 roku

Dane z 30 czerwca 2004:
| Opis                              | Ogółem | Ogółem | Kobiety | Kobiety | Mężczyźni | Mężczyźni |
| --------------------------------- | ------ | ------ | ------- | ------- | --------- | --------- |
| jednostka                         | osób   | %      | osób    | %       | osób      | %         |
| populacja                         | 5714   | 100    | 2845    | 49,8    | 2869      | 50,2      |
| gęstość zaludnienia (mieszk./km²) | 48     | 48     | 23,9    | 23,9    | 24,1      | 24,1      |

## Surowce
Na terenie gminy Burzenin znajduje się część złoża węgla brunatnego o zasobności ok. 490 mln ton. Złoże nosi nazwę „Złoczew” i zlokalizowane jest ok. 10 km na południowy zachód od Burzenina (na pograniczu powiatów wieluńskiego i sieradzkiego). Eksploatację złoża wstępnie planuje się na lata 2025–2045. Wydobyty węgiel będzie transportowany do elektrowni Bełchatów. Transport do elektrowni będzie najprawdopodobniej odbywał się za pomocą przenośników taśmowych.

## Sołectwa
Antonin, Będków, Biadaczew, Brzeźnica, Burzenin, Grabówka, Gronów, Jarocice, Kamionka, Ligota, Majaczewice, Marianów, Niechmirów, Nieczuj, Prażmów, Redzeń Drugi, Strumiany, Strzałki, Szczawno, Świerki, Tyczyn, Witów, Wola Będkowska, Wolnica Grabowska, Wolnica Niechmirowska.

## Pozostałe miejscowości
Działy, Kamilew, Kolonia Niechmirów, Kopanina, Krępica, Ligota (kolonia), Redzeń Pierwszy, Ręszew, Rokitowiec, Sambórz, Tyczyn (osada), Waszkowskie, Wola Majacka.

## Sąsiednie gminy
Brzeźnio, Konopnica, Sieradz, Widawa, Zapolice, Złoczew